# لوط
لوط (عبری: לוֹט‎) شخصیتی در سفر پیدایش در تنخ، مجموعهٔ متون مقدس یهودیان، است و باب‌های ۱۱–۱۴ و ۱۹ پیدایش به زندگی او پرداخته‌اند. او پسر هاران و برادرزادهٔ ابراهیم و ساره بود. لوط در قرآن پیامبر قوم لوط توصیف شده است.
مطابق روایت سفر پیدایش، بعد از مرگ هاران، پدر لوط، سرپرستی لوط به پدربزرگش تارح رسید. مدتی بعد تارح نیز مرد و لوط تحت سرپرستی عمویش ابراهیم قرار گرفت و او را در سفرهایش به کنعان و مصر همراهی کرد. وقتی از مصر بازگشتند، به دلیل کمبود چراگاه میان ابراهیم و لوط اختلافی پدید آمد و برای جلوگیری از درگیری بین خویشاوندان، راهشان از هم جدا شد. لوط به سمت سدوم در دره اردن رفت. در سدوم، زمانی که لوط بر دروازهٔ شهر نشسته بود، دو پیام‌آور الهی برای بررسی گزارش‌های رسیده دربارهٔ گناهان مردم سدوم وارد آن شهر شدند. لوط از آن‌ها پذیرایی کرد و آنان را به خانهٔ خودش برد. چندی بعد، مردان سدوم خانهٔ او را محاصره کردند زیرا قصد تجاوز به مهمانان لوط را داشتند. لوط در عوض به آنان دختران خودش را پیشنهاد کرد اما محاصره‌کنندگان پیشنهادش را نپذیرفتند. آن دو پیام‌آور لوط را به داخل خانه بردند و مردان حاضر در پشت در را کور کردند. سپس به لوط خبر دادند که به زودی سدوم نابود می‌شود و از او خواستند شهر را ترک کند. لوط به همراه خانواده‌اش گریخت اما در زمان فرار، زن لوط به عقب نگاه کرد و به همین دلیل به ستونی از نمک تبدیل شد. بعد از اینکه پناه گرفتند، دختران لوط پدرشان را مست کردند و دو شب پیاپی با او رابطهٔ جنسی داشتند. دختران لوط از او حامله شدند و دو پسر به نام‌های موأب و بن‌عمی زاییدند.
داستان لوط شباهت زیادی به قصهٔ نوح دارد و مضامینی مثل نابودی قوم گناهکار و نجات پیدا کردن فردی صالح در هر دو روایت مشترک است. قصهٔ لوط در داستان یونس به سخره گرفته شده؛ خدا در آن داستان به دلیل نگرانی از سرنوشت مردم نینوا حاضر نمی‌شود درخواست‌های یونس برای نابودی شهر را اجابت کند. لوط در ادیان ابراهیمی دیگر مثل مسیحیت و اسلام نیز شخصیت مهمی محسوب می‌شود. قرآن لوط را برخلاف متون ربانی یهودی به صورت مثبتی به تصویر کشیده و همچنین به رابطهٔ جنسی لوط و دخترانش اشاره نکرده است. پیروان ادیان ابراهیمی از این داستان در طول تاریخ برای سرکوب همجنس‌گرایان استفاده کرده‌اند و الفاظ توهین‌آمیزی مثل «لواط» و «سدومی» ریشه در آن دارند؛ هرچند سفر پیدایش اشارهٔ مستقیمی به رابطهٔ همجنس‌گرایانه نکرده است.

## روایت کتاب مقدس

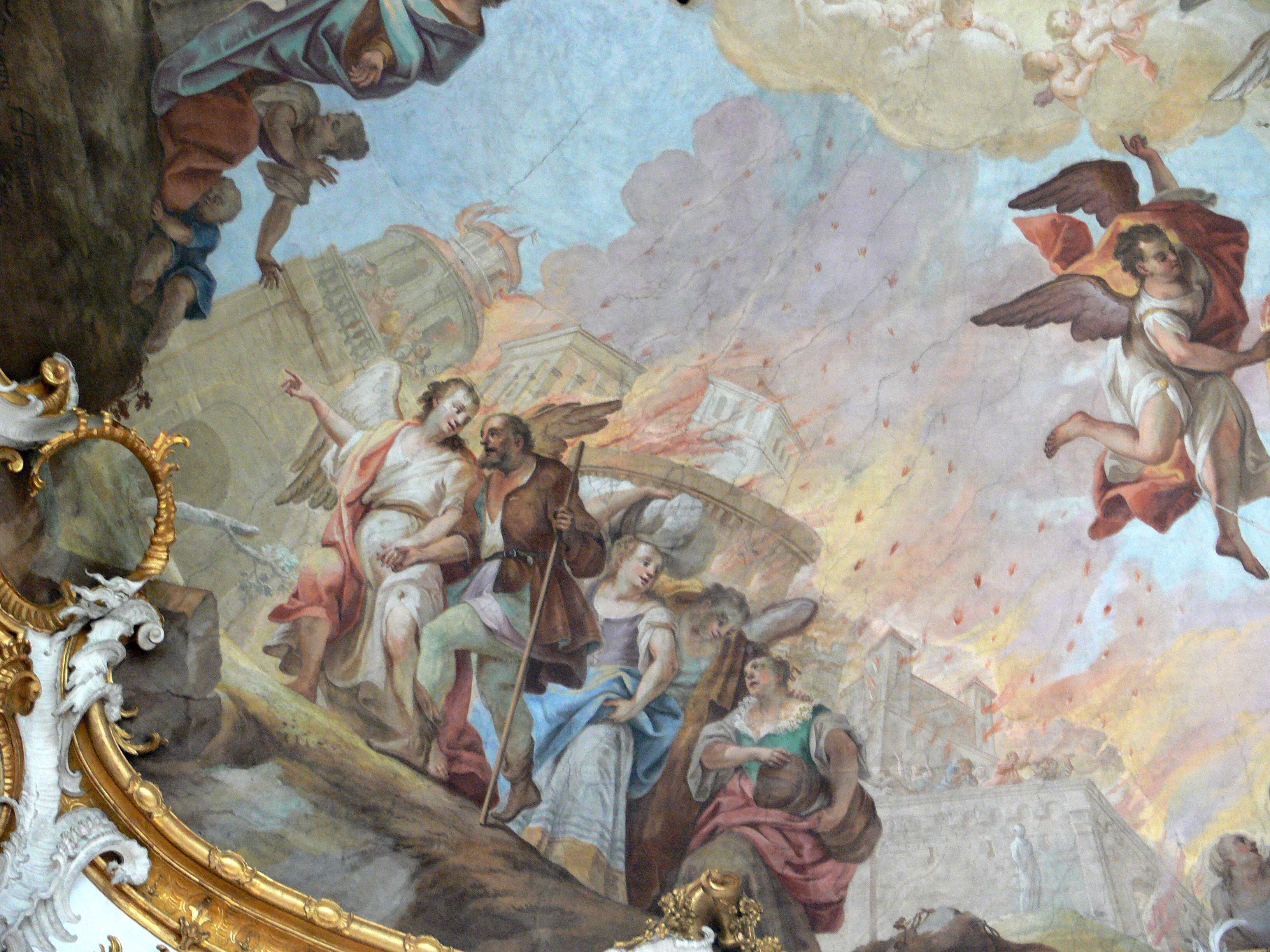
فرار لوط و خانواده‌اش از سدوم

مطابق روایت تنخ، لوط پسر هاران و نوه تارح بود. از جمله دیگر اعضای خانواده او، ابراهیم (عمو) و ساره (عمه) بودند. بعد از مرگ هاران در اور، تارح که به همراه ابراهیم و ساره راهی کنعان بود، لوط را نیز با خود برد. تارح در حران مرد و ابراهیم لوط را در خانواده خودش پذیرفت، زیرا رسم داشتند برادر، فرزند برادر درگذشته خود را به فرزندخواندگی بگیرد. با این حال، اسپینا معتقد است که می‌تواند نشانه ایمان ضعیف ابراهیم و اولین نافرمانی او از خدایش هم محسوب شود زیرا به او گفته شده بود خانه و خویشان خود را ترک کن. لوط ابراهیم را در سفرهایش به کنعان، مصر و بازگشت به کنعان همراهی کرد. نکته قابل توجه در این بخش آن است که لوط قبل و بعد از سفر به مصر همراه ابراهیم و همسرش ساره است اما در خود داستان مصر حضور ندارد. زمانی که لوط و ابراهیم از مصر بازگشتند، به دلیل بزرگ شدن گله‌شان، میان چوپان‌های آن‌ها اختلافی پدید آمد زیرا برای هر دوی آن‌ها چراگاه کافی وجود نداشت. در نتیجه، ابراهیم به لوط پیشنهاد کرد که آن دو از یکدیگر جدا شوند تا میان خویشان نزاع و درگیری روی ندهد. ابراهیم به لوط این حق را داد که مسیر مد نظر خود را انتخاب کند و مسیر دیگر سهم ابراهیم باشد. لوط دره اردن را که حاصل‌خیز بود انتخاب کرد. اینجا راوی داستان به‌طور ضمنی لوط «خودخواه» را در تضاد با ابراهیم «خیرخواه» قرار می‌دهد و همچنین اشاره می‌کند که لوط تصمیم گرفت به سمت مردمی برود که «بسیار شریر و گناهکار به خدا» بودند.
مدتی بعد کدرلاعمر که کتاب او را پادشاه عیلام معرفی کرده است، به همراه متحدانش به سدوم حمله و شهر را غارت می‌کنند. لوط در جریان این نبرد اسیر می‌شود. در نتیجه، ابراهیم با ارتش شخصی خودش آن‌ها را تعقیب می‌کند و در جنگی شکستشان می‌دهد. او سپس لوط را به سدوم بازمی‌گرداند. ادامه حضور لوط در داستان مربوط به باب ۱۹ است. زمانی که لوط روی دروازه شهر نشسته بود، دو مرد وارد شهر شدند. اینان همان‌هایی بودند که با ابراهیم دیدار کردند و مژده تولد اسحاق را به او داده بودند. نفر سومشان که همان یهوه بود، نزد ابراهیم مانده بود تا با او صحبت کند. به نظر منظور داستان این است که این ۲ نفر برای بررسی گزارش‌ها دربارهٔ گناهان مردم سدوم راهی آن شهر شده بودند.
لوط آن دو پیام‌آور را به خانه خود برد. مدت کوتاهی نگذشت که «همه مردم سدوم» پشت در خانه تجمع می‌کنند و خواستار رابطه جنسی با آن دو می‌شوند. اینجا منظور از رابطه جنسی در واقع تجاوز است. لوط به ایشان پاسخ می‌دهد که اینان مهمان‌های من هستند و در عوض، پیشنهاد می‌کند به دخترانش تجاوز کنند. در پاسخ به پیشنهاد لوط، مردان سدوم به او «هجوم» آوردند. مشخص نیست که منظور از هجوم، تجاوز است یا تلاش برای قتل او. به هر روی، آن دو پیام‌آور لوط را به درون خانه آوردند و مردان بیرون را کور کردند. در ادامه، به لوط گفتند که شهر به زودی نابود می‌شود، پس از آن خارج شو و همه خویشانت را با خود ببر. لوط خبر را به دامادهایش می‌دهد اما آن‌ها او را جدی نمی‌گیرند. او در خروج از شهر تأخیر دارد، به گونه‌ای که دو پیام‌آور او و خانواده‌اش را گرفته و بیرون از شهر می‌اندازند. لوط حتی دستور آن‌ها مبنی بر فرار به تپه‌ها را هم نمی‌پذیرد و در عوض مقرر می‌شود که به شهر کوچکی در همان اطراف برود. دو پیام‌آور به آنان می‌گویند به عقب نگاه نکنید اما زن لوط نمی‌تواند جلوی خودش را بگیرد و در نتیجه به ستونی از نمک تبدیل می‌گردد. رونالد هندل، پژوهشگر تنخ، این رفتار را حتی از رفتار خود لوط هم کمدی‌تر توصیف کرده است.
نهایتاً شهر نابود می‌شود که نحوه آن در آیات ۲۴ و ۲۸ توضیح داده شده اما منظور دقیق نویسنده مشخص نیست. نکته قابل ذکر دیگر این است که در متن قصه به سرنوشت عموره اشاره نمی‌شود اما در باقی بخش‌های کتاب مقدس آنچه بر سر سدوم و عموره آمد اغلب در کنار هم یاد شده‌اند. در این نقطه، روایت به ابراهیم بازمی‌گردد. او تلاش کرده بود خدا را از نابودی شهر منصرف کند تا بی‌گناهان کشته نشوند اما خدا نپذیرفته بود. هیچ اشاره‌ای به ابراهیم در خود داستان نابودی سدوم نشده و بعد از پایان آن است که او دوباره ظاهر می‌شود. راوی همچنین تأکید می‌کند لوط به خاطر ابراهیم نجات پیدا کرد.

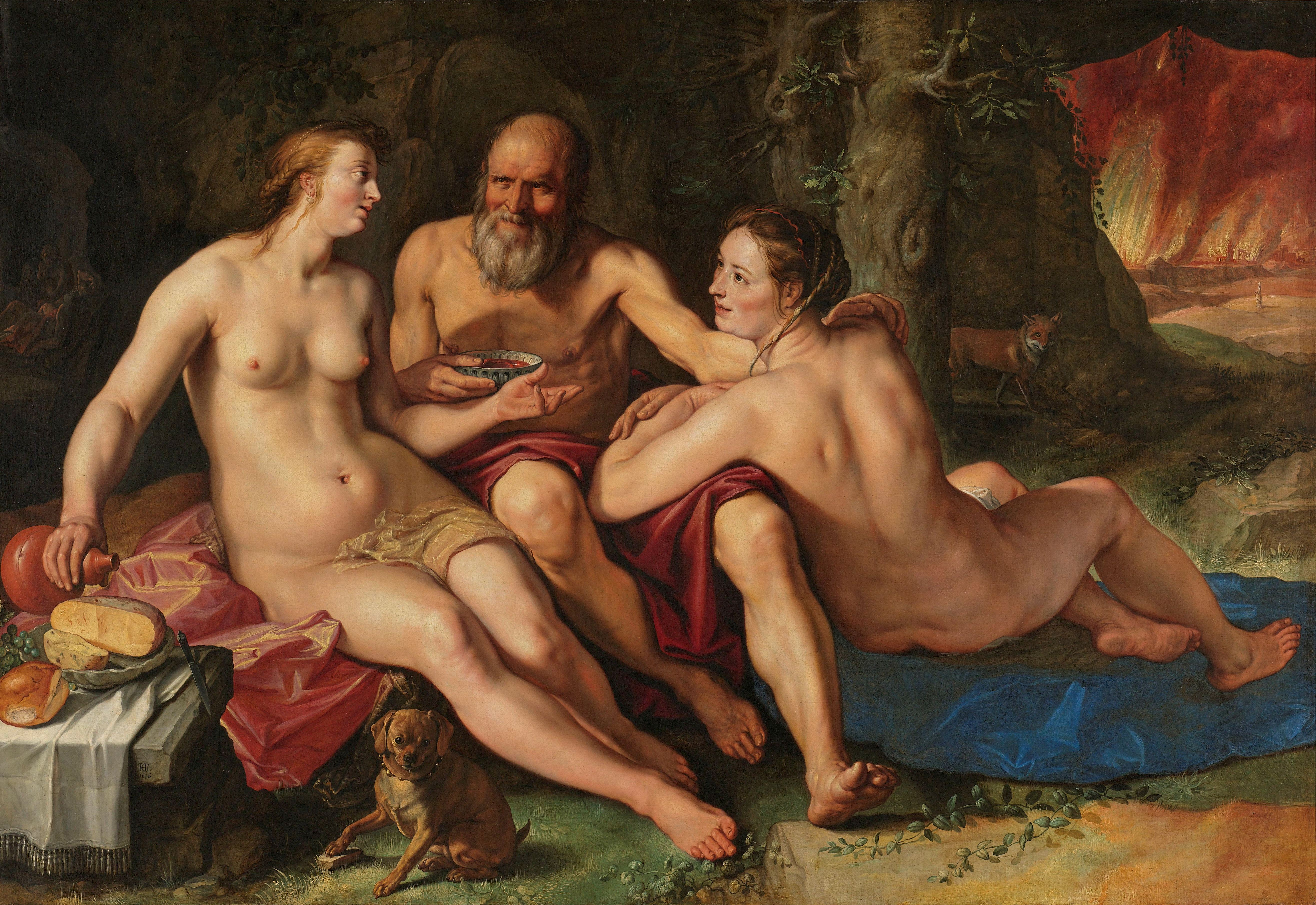
لوط و دخترانش اثر هندریک خولتسیوس

در آیه ۳۰ داستان به لوط بازمی‌گردد و تا آیه ۳۸ ادامه دارد. لوط و دخترانش ابتدا به شهر صوغر رفتند اما مدتی بعد در غاری پناه گرفتند. در غار، دختران لوط پدرشان را مست کردند و دو شب پیاپی با او رابطه جنسی داشتند و از او حامله شدند. دختر بزرگ‌تر قبل از رابطه جنسی با پدرش به دختر کوچک‌تر می‌گوید «پدرمان پیر است» و به نظر می‌رسد هدف آن‌ها از خوابیدن با لوط، حفظ نسل لوط بوده است. تجاوز دختران لوط به او، «عدالتی شاعرانه» است. دختران لوط دو پسر به نام‌های موأب و بن‌عمی زاییدند که داستان‌پرداز این دو پسر را پدر مردم موأب و عمون معرفی کرده است.

## دیدگاه تاریخی-انتقادی
مطابق فرضیه مستند — که دربارهٔ منابع گمنام و قدیمی‌تری است که نویسندگان تورات از آن‌ها استفاده کرده‌اند — داستان لوط با ترکیب مطالب منبع پی و دیگر منابع به وجود آمده است. به گفتهٔ ویبری، از آنجا که ابراهیم در داستان نابودی سدوم غایب است، این احتمال وجود دارد که این داستان در ابتدا اساساً ارتباطی با لوط نداشته است و این قصه در ابتدا مربوط به مردی که نامش مشخص نیست و نابودی یک شهر دیگر بوده اما نویسنده آن را با قصهٔ ابراهیم ترکیب کرده و نام برادرزادهٔ او را بر روی قهرمان داستان نهاده است.
برخلاف باور مرسوم، نویسندگان تورات در روایت‌کردن گناه مردم سدوم، اشاره‌ای به همجنس‌گرایی نکرده‌اند؛ به گفتهٔ ویبری، در غیر این صورت لوط دخترانش را به عنوان گزینهٔ جایگزین پیشنهاد نمی‌کرد، در نتیجه تورات مردم سدوم را به دلیل خشونت جنسی (تجاوز گروهی) که نقطهٔ مقابل مهمان‌نوازی در نظر گرفته شده، شریر و گناهکار محسوب کرده است. در واقع منظور سدومی‌ها از «شناختن» (شناختن در کتاب مقدس به معنای رابطه جنسی است) مهمانان لوط، تجاوز به آن‌ها بوده است. به گفتهٔ رونالد هندل، در نظر نویسندگان این داستان تجاوز مرد به مرد عملی تحقیرکننده محسوب می‌شده است. در نتیجه، پیام داستان این است که مردم شهر به جای مهمان‌نوازی (کاری که لوط و ابراهیم انجام دادند)، قصد تحقیر مهمانان را داشتند. خدا همچنین به ابراهیم می‌گوید «همهٔ مردم سدوم گناهکارند» اما در داستان هیچ اشاره‌ای به زنان سدوم نشده که از به عقیدهٔ ویبری، حداقل نشان می‌دهد «همهٔ مردم سدوم» گناهکار نبوده‌اند.
در داستان ابراهیم، یهوه به همراه دو نفر دیگر به ملاقات او می‌رود و خبر تولد اسحاق را به او می‌دهد. سپس یهوه نزد ابراهیم می‌ماند و آن دو فرد دیگر، راهی سدوم می‌شوند. ملاقات میان انسان‌ها و خدایانی که خودشان را شکل آدم‌ها کرده‌اند، مضمونی رایج در جهان باستان بوده است؛ شاعر رومی اووید افسانه‌ای مشابه دربارهٔ خدایانِ آدم‌نما نقل کرده است. راوی در زمان ملاقات لوط با آن دو پیام‌آور، رفتار او را با ابراهیم مقایسه کرده است؛ ابراهیم در زمان ملاقات با آن‌ها به سمتشان «دوید» تا ملاقاتشان کند اما لوط «بلند شد» تا آن‌ها را ببیند. ابراهیم با کیک آرد و لوط با نان فطیر از آن‌ها پذیرایی کرد. ابراهیم در زمان غذا خوردن آن‌ها کنارشان ایستاد اما لوط با آنان هم‌غذا شد. ملاقات این دو با لوط در دروازه شهر انجام می‌شود؛ در گذشته، ورودی شهرها محل انجام کارهای اداری و تجاری آن شهر بود و به نظر نویسنده می‌خواهد بگوید لوط به حکومت سدوم رسیده است.
بخش فرار لوط از شهر و تبدیل زن او به ستونی از نمک، به سرگذشت ائورودیکه و شوهرش اورفئوس در اساطیر یونان شباهت زیادی دارد. در زمان فرار اورفئوس و ائورودیکه از جهان مردگان، به آن‌ها گفته شده بود ائورودیکه پشت سر اورفئوس حرکت کند و اورفئوس نباید تا زمان رسیدن به جهان زندگان عقب را نگاه کند اما اورفئوس به عقب بازگشت و ائورودیکه از جلوی چشمانش محو شد. بی.تی. آرنولد معتقد است نویسنده داستان قصد داشته با تبدیل زن لوط به نمک، برای شباهت ستون‌های نمک دره اردن به انسان، توضیحی ارائه کند.
رونالد هندل معتقد است که تجاوز دختران لوط به او، در واقع سزای عمل لوط در پیشنهاد دادن دخترانش به مردان شهر است. داستان رابطه جنسی لوط و دخترانش مضامین مشترک و مشابهی با دیگر آثار مذهبی و داستانی در این سبک، مثل لولیتا، دارد؛ در اغلب این داستان‌ها، شامل قصه لوط، داستان‌پرداز «پدر بیچاره» را «بی‌گناه» و «دختر اغواگر» را «گناهکار» نشان می‌دهد؛ در این داستان لوط حتی هوشیاری هم ندارد زیرا توسط دخترانش مست شده است. به‌طور مشابهی، در بیشتر داستان‌ها مادرِ قصه غایب است و غیبت او در وقوع رابطه پدر-دختر نقشی حیاتی ایفا می‌کند؛ در این داستان زن لوط غایب است زیرا خدا او را کشته است.
به گفته دانشنامه جودائیکا، داستان لوط قویا یادآوری کننده داستان نوح است. هر دو این‌ها در نسلی گناهکار زندگی کردند و نهایتاً خدا تصمیم گرفت با نیروهای طبیعی خود مردم را نابود کنند؛ اما نوح و لوط به همراه خانواده‌هایشان نجات پیدا کردند. در پایان این داستان دختران لوط به او تجاوز می‌کنند و در پایان آن داستان حام نوح را برهنه می‌بیند. پیام هر دو پایان‌بندی نسل شرم‌آور همسایگان اسرائیل (کنعان، موأب و عمون) است. به عقیده فان سترز، ماجرای لوط و نابودی سدوم همچنین در داستان یونس که قصه‌ای طنز است به سخره گرفته شده؛ در آن داستان یونس اصرار زیادی دارد که خدا نینوا را نابود کند اما خدا درخواستش را رد می‌کند زیرا نگران سرنوشت مردم شهر است.

## در دیدگاه ادیان

### یهودیت

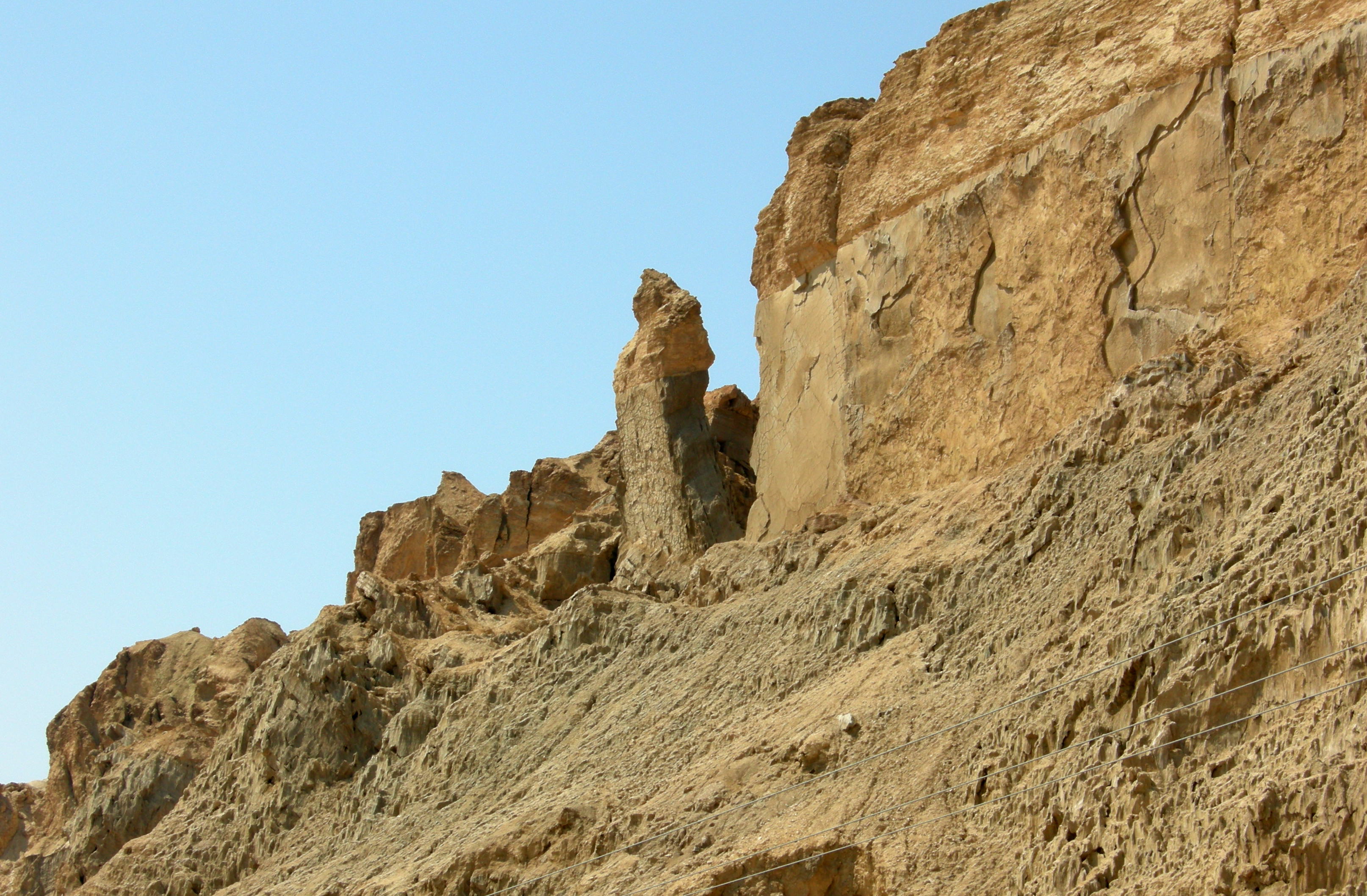
ستونی که «همسر لوط» خوانده می‌شود. کوه سدوم، اسرائیل

در دیگر بخش‌های تنخ هم اشاره‌هایی به نابودی سدوم شده و این اشاره‌ها در قالب اشاره به گناه سدوم و متهم‌کردن دیگران به شباهت به آنان است. ارمیا پیامبران اورشلیم را زناکار می‌نامد و می‌گوید آنان برای من چون سدوم هستند. اشعیا، عاموس و صفنیا نیز به‌طور مشابهی به سدوم اشاره کرده‌اند. حزقیال گناهان سدوم را روشن‌تر توصیف کرده و دربارهٔ گناه آنان می‌گوید که سدوم ثروتمند و مغرور بود و مردمش به اندازه کافی غذا داشتند اما به فقرا کمک نمی‌کردند.
تصویر لوط در متون ربانی معمولاً منفی بوده است، هر چند گاه به خاطر فضیلت‌هایش ستوده شده و در تفاسیر گفته‌اند منظور از «عادل» که ابراهیم در پیدایش ۱۸:۲۳ به کار برده، لوط است. به گفته تفسیر ربانی سفر پیدایش (بریشیث ربه)، زمانی که لوط تصمیم گرفت از ابراهیم جدا شود، در واقع از خدا نیز جدا شد. همان متن می‌گوید لوط تصمیم گرفت راهی سدوم شود زیرا تمایلات شهوانی داشت. لوط آنجا به رباخواری مشغول شد و به عنوان قاضی ارشد شهر انتخاب گردید زیرا از قضات دیگر بدتر بود. هر چند گفته شده او به خاطر ابراهیم نجات پیدا کرد، در عین حال نجات پیدا کردنش را نتیجه عدم خیانت او به ابراهیم در مصر زمانی‌که ساره را خواهر خودش معرفی کرد، دانسته‌اند. پاداش بزرگ‌تری نیز برای لوط روایت شده است: مسیح از نسل او خواهد بود؛ از طریق روت موأبی و نعمه عمونی.
لوط مهمان‌نوازی را از ابراهیم یادگرفته بود و به همین دلیل آن دو پیام‌آور را به خانه خودش دعوت کرد؛ آن هم در حالی‌که در سدوم کسانی که مهمانان را به خانه دعوت می‌کردند، با حکم اعدام روبرو می‌شدند. به عنوان پاداشی برای این عمل، اسرائیل از جنگیدن با نوادگان او منع شده است. تفسیر ربانی سفر لاویان می‌گوید لوط تمام شب را برای نجات مردم سدوم دعا کرد. تنها کسانی که او را همراهی کردند، دو دخترش بودند. ربی‌ها رابطه جنسی لوط با دخترانش را محکوم کرده‌اند؛ به گفته آنان، هر چند او مست بود و اختیاری نداشت اما زمانی که متوجه شد دختر بزرگ‌تر با او خوابیده، نباید اجازه می‌داد دختر کوچک‌تر هم بتواند چنین کند. با این حال، متون ربانی همچنین می‌گویند دختران لوط نیت شرافت‌مندانه‌ای داشته‌اند.

### مسیحیت

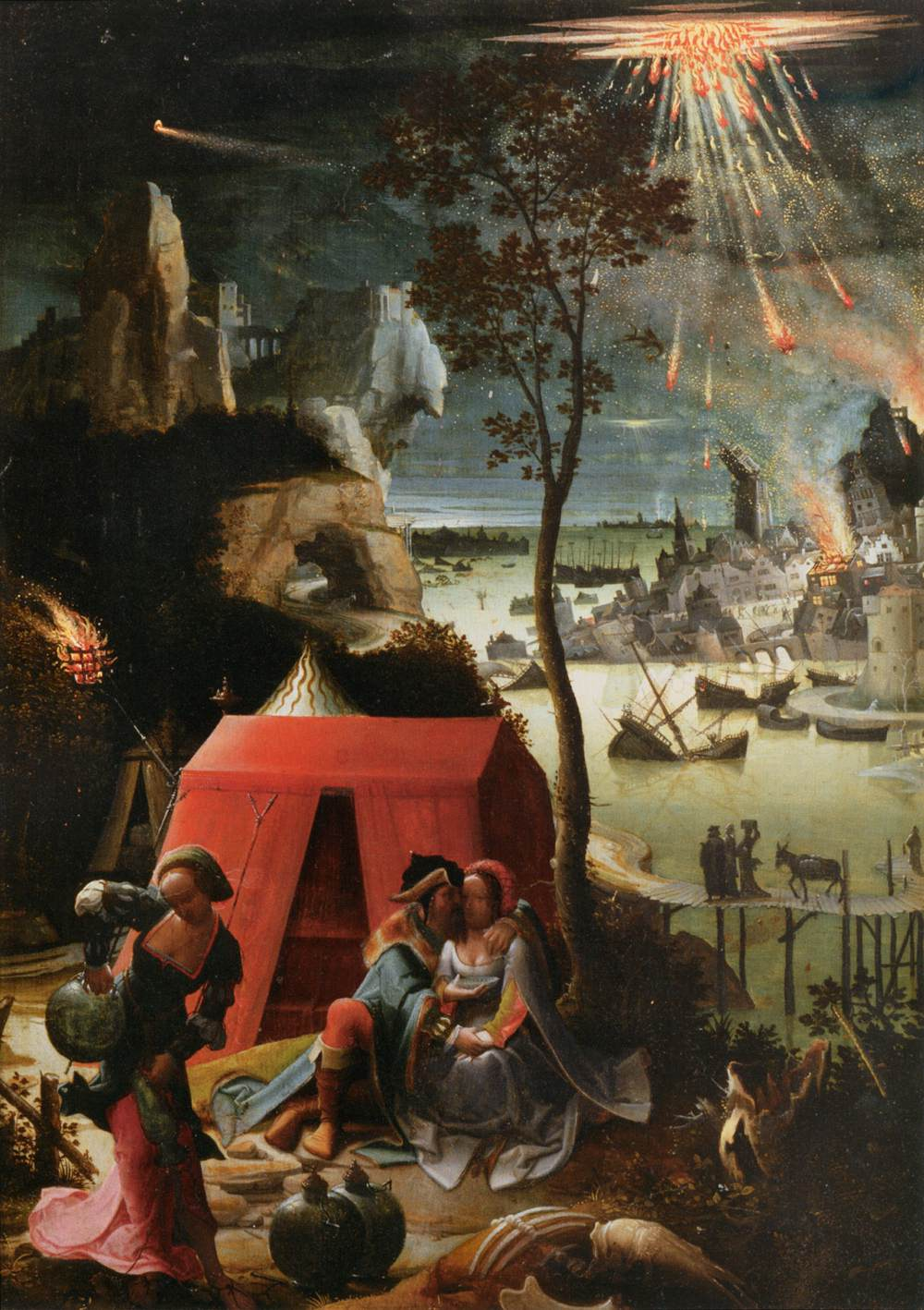
رابطه لوط و دخترانش، اثر لوکاس فان لیدن، نابودی سدوم در پس‌زمینه اثر دیده می‌شود.

در عهد جدید، پطرس از لوط به عنوان فرد عادلی که در سدوم و عموره ساکن بود و از رفتار شریرانه مردم آن دو شهر رنجیده بود، یاد کرده است. در باب ۱۳ انجیل مرقس، عیسی در توصیف بلایای بعد از خود می‌گوید ساکنان یهودیه باید به کوهستان‌ها فرار کنند که به نظر اشاره‌ای به فرار لوط است. در باب ۱۷ انجیل لوقا نیز به لوط، همسر او و سدوم اشاره شده است. عیسی دربارهٔ سرگذشت مردم سدوم در روزگار لوط می‌گوید «به خوردن و آشامیدن و خرید و فروش و زراعت و عمارت مشغول بودند» که با آنچه معمولاً دربارهٔ اهل سدوم گفته می‌شود، تفاوت زیادی دارد. سپس می‌گوید لوط خارج شد و آتش و گوگرد بر آنان بارید. او همچنین همسر لوط را به عنوان هشداری به آنان که ممکن است از «پسر انسان» بازگردند، یادآوری می‌کند.
هر چند در کتاب مقدس ارتباطی میان همجنس‌گرایی و گناه مردم سدوم یافت نمی‌شود، این داستان به توجیهی برای روا داشتن مجازات‌های خشونت‌آمیز علیه مردانی که با یکدیگر رابطه جنسی داشتند، تبدیل شد. پدران کلیسا «گناه سدوم» را روابط جنسی میان مردان — چه طرفین راضی باشند، چه راضی نباشند — معرفی کرده‌اند. در ادبیات مسیحی، به عمل رابطه جنسی میان هم‌جنسان «سدومی‌گری» و به کسانی که مرتکب آن شوند، «سدومی» گفته می‌شد.

### اسلام

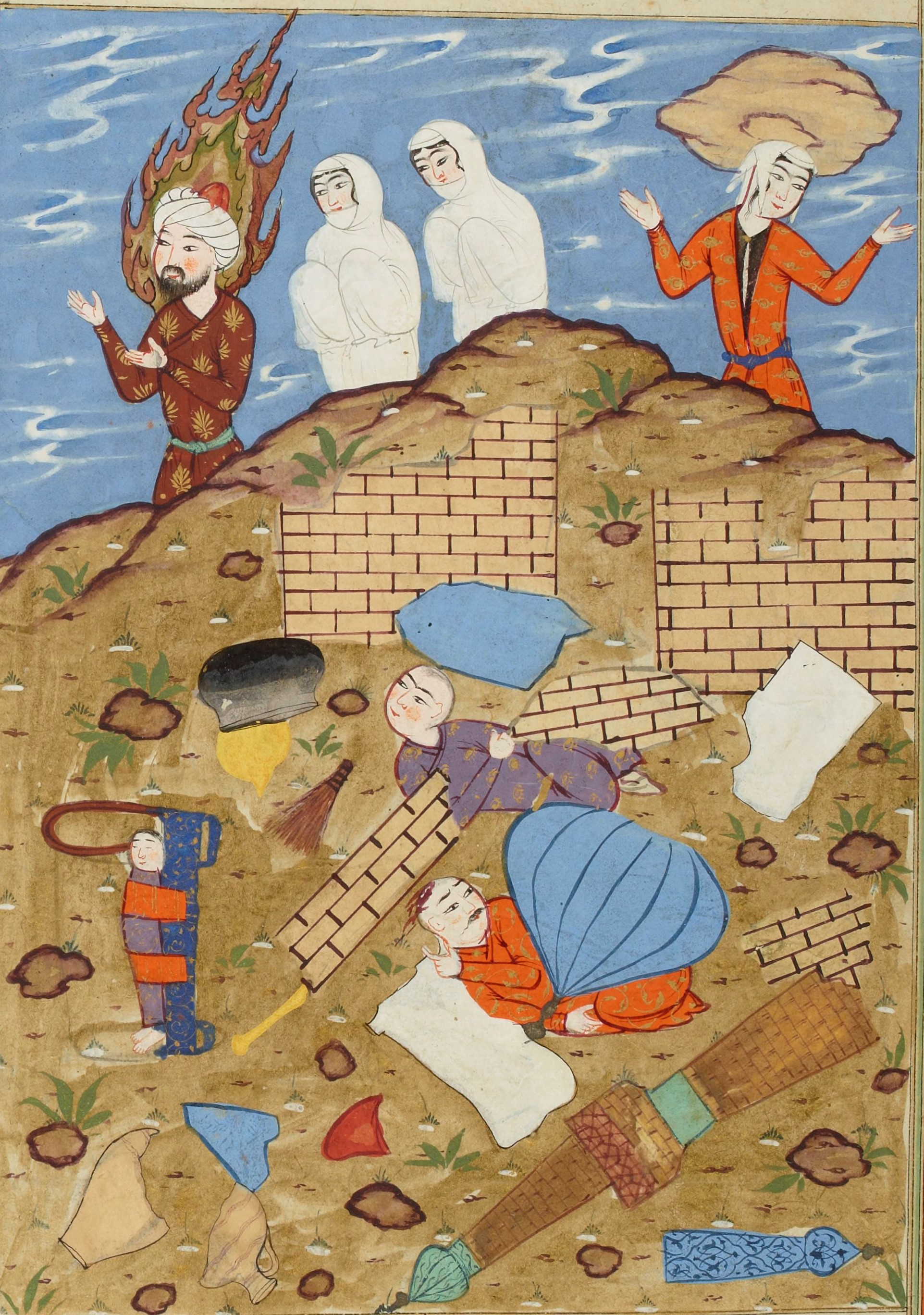
لوط و عذاب قوم لوط در مینیاتوری ایرانی

قرآن لوط را به صورت مثبت‌تری به تصویر کشیده است که به نظر می‌رسد به دلیل تأثیر ادبیات مسیحی بر آن باشد زیرا در مطالب میدراشی یهودی چنین چیزی یافت نمی‌شود. به گفته هیرشبرگ، محمد نقش مهمی برای لوط در قرآن در نظر گرفت زیرا او را چون خودش پیامبری می‌دانست که نزد مردمان شریر فرستاده شد. قرآن همچنین دیدگاهی منفی نسبت به زن لوط دارد که در متون اسلامی پسا قرآنی نیز ادامه پیدا کرده است. قصه قوم لوط یکی از داستان‌های عذاب الهی در قرآن است و جزئیات یکسان بسیاری با دیگر قصه‌های عذاب قرآن دارد؛ مانند قصه‌های دیگر پیامبران، اینجا هم گفته شده لوط قومش را به اطاعت از خدا دعوت کرد و از آنان پاداشی نمی‌خواست اما آن‌ها او را به دروغ‌گویی متهم کردند. قوم لوط به روابط با هم‌جنس مشغول بودند و لوط که چاره دیگری نیافت، دختران خودش را به آن‌ها پیشنهاد داد. آن‌ها خواستند لوط را از شهر بیرون کنند اما لوط به درگاه الله دعا کرد؛ فرشتگان به او و خانواده‌اش گفتند شهر را ترک کنند زیرا زمان طلوع خورشید نزدیک است. قرآن نحوه عذاب قوم لوط را به طرق متفاوتی — سنگ‌پاره در سوره هود، بانگ مرگبار در سوره حجر و باران در سوره شعراء — روایت کرده است. لوط و خانواده‌اش نجات پیدا کردند اما همسرش در شهر ماند و به همراه قوم لوط نابود شد.
نام سدوم در قرآن یاد نشده و تنها به «قوم لوط» بسنده شده است؛ با این حال، در متون اسلامی به نوعی رابطه جنسی میان مردان «لواط» یا «لوطیه» و به مردی که این کار را انجام دهد «لوطی» گفته می‌شود. در فولکلور پساقرآنی اسلامی داستان لوط با استفاده از کتاب مقدس و دیگر منابع یهودی و مسیحی گسترش پیدا کرده و نویسندگانی چون طبری، ثعالبی و کسائی به تفضیل به زندگی لوط پرداخته‌اند. به گفته این نویسندگان، زن لوط گزارش کارهای خوب او را به مردم سدوم می‌داد. تأثیر متون میدراشی در این قسمت کاملاً واضح است زیرا در تفسیر سفر پیدایش به این مسئله اشاره شده است. با این حال، متون اسلامی نیز بر مطالب یهودی بعدی اثر گذاشتند. در تفاسیر گفته شده قوم لوط در سه یا پنج شهر می‌زیستند و سدوم پایتختشان بود. آن شهرها به دریاچه‌ای زشت (منظور دریای مرده است) و نشانه‌ای برای مؤمنان تبدیل شدند. به این شهرها المکافات گفته می‌شود زیرا جبرئیل آن‌ها را نابود کرد. به گفته منابع اسلامی، قوم لوط — زنان و مردان — اولین مردمان تاریخ بودند که به لواط رو آوردند. مفسران گفته‌اند لوط دختران خودش را پیشنهاد نکرد، بلکه او به عنوان پیامبر قوم، پدر امتش بود. در احادیث اسلامی گفته شده مجازات لواط سنگسار است زیرا قوم لوط با سنگ نابود شدند. ابوحنیفه گفته آن‌ها ابتدا باید از بلندی انداخته شده و بعد سنگسار شوند. به رابطه لوط و دخترانش در قرآن اشاره‌ای نشده است.

## در هنر و ادب
یکی از معدود آثار ادبی مسیحی قرون وسطی دربارهٔ این قصه، نمایش کراماتی به نام تاریخ لوط و ابراهیم است. در قرن شانزدهم، باری دیگر آثاری با محوریت داستان سدوم و عموره تألیف شد که از جمله آن‌ها، بالادی انگلیسی به نام اندر نابودی هولناک و هراس‌افکن سدوم و عموره از نویسنده ناشناسی در قرن شانزدهم، تراژدی به زبان لاتین در پنج پرده از آندریاس سائوریوس (۱۶۰۷) و شعری از جی. لزلی به نام آتش و سنگ‌گوگرد (۱۶۷۵) است. با این حال، مهم‌ترین آثار ادبی مرتبط با لوط در قرن بیستم تألیف شدند. سدوم و عموره (۱۹۴۳) از ژان ژیرودو احتمالاً معروف‌ترین آن‌هاست. در این نمایشنامه، به جای ده فرد صالح، گفته می‌شود که حتی یک زوج که «روابط جنسی طبیعی» داشته باشند هم برای جلوگیری از نابودی شهر کافی است اما چنین اشخاصی یافت نمی‌شوند. رابرت برندل (۱۹۲۰)، ماریا لی-پیسکاتور (۱۹۵۴) و نیکوس کازانتسا (۱۹۵۶) دیگر نویسندگان قرن بیستمی هستند که آثاری دربارهٔ نابودی لوط و نابودی سدوم نوشته‌اند.
در هنرهای تجسمی، خاصه نقاشی، فرار لوط و دخترانش از شهر و رابطه جنسی آن‌ها بیشترین توجه را به خود جلب کرده است. به‌طور معمول، در چنین نقاشی‌هایی نابودی سدوم در پس‌زمینه اثر دیده می‌شود. گاه همسر لوط نیز -- به شکل ستونی با سر او -- در آثار حضور دارد. فرسکویی از بنوتزو گوتزولی در کامپو سانتوی پیزا، نقشی در راهروی رافائل در واتیکان و اثری از پائولو ورونزه در موزه لوور از جمله آثار رنسانسی دربارهٔ لوط هستند. آثاری از آلبرشت آلتدورفر و کوئنتین ماسیس از موزه وین، از لوکاس فان لیدن در لوور، از داوید تنیرز (مونیخ) سیمون ووئه (موزه استراسبورگ) و یک طراحی از رامبرانت از جمله دیگر آثارند.
سرگذشت لوط منبع الهام موسیقی‌دانان مختلفی بوده است. سدوم و عموره آهنگی از جری گارسیا در آلبوم چقدر شیرین است، بر اساس داستان نابودی سدوم و عموره می‌باشد. همسر لوت نیز اثری الهام گرفته شده از سرگذشت لوط و همسرش است که در روز داوری به «ستون نمک» تبدیل شد.
داستان لوط و نابودی سدوم و عموره معمولاً در سینما و تلویزیون نیز مانند سفر پیدایش به عنوان بخشی از قصه ابراهیم نشان داده شده است. با این حال، از آنجا که نمایش نابودی این شهرها پتانسیل خلق سکانس‌های جالب توجه را داشته، چندین فیلم به‌طور کامل به آن اختصاص داده شده است؛ اولین این فیلم‌ها، فیلم اتریشی سدوم و عموره (۱۹۲۲) است؛ فیلم ماجرای زنی را دنبال می‌کند که با چند مرد مختلف رابطه دارد اما خواب می‌بیند که زن لوط است و در نابودی سدوم کشته می‌شود و در بیداری توبه می‌کند. نمایش بی‌سابقه نابودی سدوم و عموره احتمالاً در آن سال‌ها برای بیننده اروپایی یادآور جنگ جهانی اول بوده است. فیلم کتاب مقدس (۱۹۶۶) هم نابودی سدوم را چند سال بعد از بحران موشکی کوبا بر روی پرده برد. در فیلم لوط در سدوم (۱۹۳۳) لوط بعد از اینکه به سدومی‌ها دختران خود را پیشنهاد می‌کند، تلاش می‌کند آن‌ها را نصیحت کند. پرجزئیات‌ترین فیلم در این زمینه، سدوم و عموره (۱۹۶۲) از رابرت آلدریچ است. در این فیلم لوط را مخالف برده‌داری نشان داده‌اند. در فیلم کمدی کاملاً موسی! (۱۹۸۰)، بت‌سازی به نام هرشل در «سدوم جدید» دنبال همسرش می‌گردد اما شهر را دوباره نابود می‌کنند و زن او هم به ستون نمک تبدیل می‌شود؛ هرشل زنش را با خود به خانه می‌برد. در مینی‌سریال کشتی نوح (۱۹۹۹)، نابودی سدوم قبل از طوفان است. در زمان طوفان، لوط در نقش یک دزد دریایی تلاش می‌کند کشتی نوح را غارت کند. در فیلم‌های دیگر نیز اشاره‌هایی به لوط و سدوم شده؛ مثلاً در فیلم اسرائیلی این سدوم است (۲۰۱۰) خدا تظاهر می‌کند که قصد دارد سدوم را نابود کند تا بدین طریق ابراهیم را گول بزند که یکتاپرست شود. نمایش همسر و دختران لوط چالش‌هایی برای فیلم‌سازان بوده است؛ مثلاً پیشنهاد لوط برای تجاوز به دخترانش را هیچ‌گاه در فیلم‌ها همان‌طور که در داستان است، نشان نداده‌اند. در سدوم و عموره (۱۹۲۲) لوط اصلاً دختر ندارد و به سدومی‌ها تاجی طلایی پیشنهاد می‌کند. در فیلم ابراهیم (۱۹۹۳) او پیشنهاد می‌کند به خودش تجاوز کنند.

## شجره‌نامه
|      |      |              |              |              |              |              |              |         |         |         |         |            |            |            |            | تارح       |            |      |      |      |      |                                                                     |                                                                     |                                                                     |                                                                     |                                                                     |                                                                     |  |  |                |                |                |                |                |                |       |       |                  |                  |                  |                  |                  |                  |         |         |                      |                      |                      |                      |                      |                      |            |            |            |            |  |  |
|      |      |              |              |              |              |              |              |         |         |         |         |            |            |            |            |            |            |      |      |      |      |                                                                     |                                                                     |                                                                     |                                                                     |                                                                     |                                                                     |  |  |                |                |                |                |                |                |       |       |                  |                  |                  |                  |                  |                  |         |         |                      |                      |                      |                      |                      |                      |            |            |            |            |  |  |
|      |      |              |              |              |              |              |              |         |         |         |         |            |            |            |            |            |            |      |      |      |      |                                                                     |                                                                     |                                                                     |                                                                     |                                                                     |                                                                     |  |  |                |                |                |                |                |                |       |       |                  |                  |                  |                  |                  |                  |         |         |                      |                      |                      |                      |                      |                      |            |            |            |            |  |  |
| ساره | ساره | ساره         | ساره         | ساره         | ساره         |              |              | ابراهیم | ابراهیم | ابراهیم | ابراهیم | ابراهیم    | ابراهیم    |            |            | هاجر       | هاجر       | هاجر | هاجر | هاجر | هاجر |                                                                     |                                                                     |                                                                     |                                                                     |                                                                     |                                                                     |  |  |                |                |                |                |                |                |       |       |                  |                  |                  |                  | هاران            | هاران            | هاران   | هاران   | هاران                | هاران                |                      |                      |                      |                      |            |            |            |            |  |  |
| ساره | ساره | ساره         | ساره         | ساره         | ساره         |              |              | ابراهیم | ابراهیم | ابراهیم | ابراهیم | ابراهیم    | ابراهیم    |            |            | هاجر       | هاجر       | هاجر | هاجر | هاجر | هاجر |                                                                     |                                                                     |                                                                     |                                                                     |                                                                     |                                                                     |  |  |                |                |                |                |                |                |       |       |                  |                  |                  |                  | هاران            | هاران            | هاران   | هاران   | هاران                | هاران                |                      |                      |                      |                      |            |            |            |            |  |  |
|      |      |              |              |              |              |              |              |         |         |         |         |            |            |            |            |            |            |      |      |      |      |                                                                     |                                                                     | ناحور                                                               |                                                                     |                                                                     |                                                                     |  |  |                |                |                |                |                |                |       |       |                  |                  |                  |                  |                  |                  |         |         |                      |                      |                      |                      |                      |                      |            |            |            |            |  |  |
|      |      |              |              |              |              |              |              |         |         |         |         |            |            |            |            |            |            |      |      |      |      |                                                                     |                                                                     |                                                                     |                                                                     |                                                                     |                                                                     |  |  |                |                |                |                |                |                |       |       |                  |                  |                  |                  |                  |                  |         |         |                      |                      |                      |                      |                      |                      |            |            |            |            |  |  |
|      |      |              |              |              |              |              |              |         |         |         |         | اسماعیل    | اسماعیل    | اسماعیل    | اسماعیل    | اسماعیل    | اسماعیل    |      |      |      |      |                                                                     |                                                                     |                                                                     |                                                                     |                                                                     |                                                                     |  |  |                |                |                |                | ملکه           | ملکه           | ملکه  | ملکه  | ملکه             | ملکه             |                  |                  | لوط              | لوط              | لوط     | لوط     | لوط                  | لوط                  |                      |                      | یسکه                 | یسکه                 | یسکه       | یسکه       | یسکه       | یسکه       |  |  |
|      |      |              |              |              |              |              |              |         |         |         |         | اسماعیل    | اسماعیل    | اسماعیل    | اسماعیل    | اسماعیل    | اسماعیل    |      |      |      |      |                                                                     |                                                                     |                                                                     |                                                                     |                                                                     |                                                                     |  |  |                |                |                |                | ملکه           | ملکه           | ملکه  | ملکه  | ملکه             | ملکه             |                  |                  | لوط              | لوط              | لوط     | لوط     | لوط                  | لوط                  |                      |                      | یسکه                 | یسکه                 | یسکه       | یسکه       | یسکه       | یسکه       |  |  |
|      |      |              |              |              |              |              |              |         |         |         |         |            |            |            |            |            |            |      |      |      |      |                                                                     |                                                                     |                                                                     |                                                                     |                                                                     |                                                                     |  |  |                |                |                |                |                |                |       |       |                  |                  |                  |                  |                  |                  |         |         |                      |                      |                      |                      |                      |                      |            |            |            |            |  |  |
|      |      |              |              |              |              |              |              |         |         |         |         |            |            |            |            |            |            |      |      |      |      |                                                                     |                                                                     |                                                                     |                                                                     |                                                                     |                                                                     |  |  |                |                |                |                |                |                |       |       |                  |                  |                  |                  |                  |                  |         |         |                      |                      |                      |                      |                      |                      |            |            |            |            |  |  |
|      |      |              |              |              |              |              |              |         |         |         |         | بنی‌اسماعیل | بنی‌اسماعیل | بنی‌اسماعیل | بنی‌اسماعیل | بنی‌اسماعیل | بنی‌اسماعیل |      |      |      |      | هفت پسر                                                             | هفت پسر                                                             | هفت پسر                                                             | هفت پسر                                                             | هفت پسر                                                             | هفت پسر                                                             |  |  | بتوئیل         | بتوئیل         | بتوئیل         | بتوئیل         | بتوئیل         | بتوئیل         |       |       | نخستین دختر      | نخستین دختر      | نخستین دختر      | نخستین دختر      | نخستین دختر      | نخستین دختر      |         |         |                      |                      |                      |                      | دومین دختر           | دومین دختر           | دومین دختر | دومین دختر | دومین دختر | دومین دختر |  |  |
|      |      |              |              |              |              |              |              |         |         |         |         | بنی‌اسماعیل | بنی‌اسماعیل | بنی‌اسماعیل | بنی‌اسماعیل | بنی‌اسماعیل | بنی‌اسماعیل |      |      |      |      | هفت پسر                                                             | هفت پسر                                                             | هفت پسر                                                             | هفت پسر                                                             | هفت پسر                                                             | هفت پسر                                                             |  |  | بتوئیل         | بتوئیل         | بتوئیل         | بتوئیل         | بتوئیل         | بتوئیل         |       |       | نخستین دختر      | نخستین دختر      | نخستین دختر      | نخستین دختر      | نخستین دختر      | نخستین دختر      |         |         |                      |                      |                      |                      | دومین دختر           | دومین دختر           | دومین دختر | دومین دختر | دومین دختر | دومین دختر |  |  |
|      |      |              |              |              |              |              |              |         |         |         |         |            |            |            |            |            |            |      |      |      |      |                                                                     |                                                                     |                                                                     |                                                                     |                                                                     |                                                                     |  |  |                |                |                |                |                |                |       |       |                  |                  |                  |                  |                  |                  |         |         |                      |                      |                      |                      |                      |                      |            |            |            |            |  |  |
|      |      |              |              |              |              |              |              |         |         |         |         |            |            |            |            |            |            |      |      |      |      |                                                                     |                                                                     |                                                                     |                                                                     |                                                                     |                                                                     |  |  |                |                |                |                |                |                |       |       |                  |                  |                  |                  |                  |                  |         |         |                      |                      |                      |                      |                      |                      |            |            |            |            |  |  |
|      |      | اسحاق        | اسحاق        | اسحاق        | اسحاق        | اسحاق        | اسحاق        |         |         | ربه‌کا   | ربه‌کا   | ربه‌کا      | ربه‌کا      | ربه‌کا      | ربه‌کا      |            |            |      |      |      |      |                                                                     |                                                                     |                                                                     |                                                                     |                                                                     |                                                                     |  |  |                |                | لابان          | لابان          | لابان          | لابان          | لابان | لابان |                  |                  | موآبیان          | موآبیان          | موآبیان          | موآبیان          | موآبیان | موآبیان |                      |                      | بنی‌عمون              | بنی‌عمون              | بنی‌عمون              | بنی‌عمون              | بنی‌عمون    | بنی‌عمون    |            |            |  |  |
|      |      | اسحاق        | اسحاق        | اسحاق        | اسحاق        | اسحاق        | اسحاق        |         |         | ربه‌کا   | ربه‌کا   | ربه‌کا      | ربه‌کا      | ربه‌کا      | ربه‌کا      |            |            |      |      |      |      |                                                                     |                                                                     |                                                                     |                                                                     |                                                                     |                                                                     |  |  |                |                | لابان          | لابان          | لابان          | لابان          | لابان | لابان |                  |                  | موآبیان          | موآبیان          | موآبیان          | موآبیان          | موآبیان | موآبیان |                      |                      | بنی‌عمون              | بنی‌عمون              | بنی‌عمون              | بنی‌عمون              | بنی‌عمون    | بنی‌عمون    |            |            |  |  |
|      |      |              |              |              |              |              |              |         |         |         |         |            |            |            |            |            |            |      |      |      |      |                                                                     |                                                                     |                                                                     |                                                                     |                                                                     |                                                                     |  |  |                |                |                |                |                |                |       |       |                  |                  |                  |                  |                  |                  |         |         |                      |                      |                      |                      |                      |                      |            |            |            |            |  |  |
|      |      |              |              |              |              |              |              |         |         |         |         |            |            |            |            |            |            |      |      |      |      |                                                                     |                                                                     |                                                                     |                                                                     |                                                                     |                                                                     |  |  |                |                |                |                |                |                |       |       |                  |                  |                  |                  |                  |                  |         |         |                      |                      |                      |                      |                      |                      |            |            |            |            |  |  |
|      |      | عیسو         | عیسو         | عیسو         | عیسو         | عیسو         | عیسو         |         |         | یعقوب   | یعقوب   | یعقوب      | یعقوب      | یعقوب      | یعقوب      |            |            |      |      |      |      |                                                                     |                                                                     |                                                                     |                                                                     |                                                                     |                                                                     |  |  |                |                |                |                |                |                |       |       |                  |                  |                  |                  |                  |                  |         |         |                      |                      |                      |                      | راحل                 | راحل                 | راحل       | راحل       | راحل       | راحل       |  |  |
|      |      | عیسو         | عیسو         | عیسو         | عیسو         | عیسو         | عیسو         |         |         | یعقوب   | یعقوب   | یعقوب      | یعقوب      | یعقوب      | یعقوب      |            |            |      |      |      |      |                                                                     |                                                                     |                                                                     |                                                                     |                                                                     |                                                                     |  |  |                |                |                |                |                |                |       |       |                  |                  |                  |                  |                  |                  |         |         |                      |                      |                      |                      | راحل                 | راحل                 | راحل       | راحل       | راحل       | راحل       |  |  |
|      |      |              |              |              |              |              |              |         |         |         |         |            |            |            |            |            |            |      |      |      |      |                                                                     |                                                                     |                                                                     |                                                                     |                                                                     |                                                                     |  |  |                |                |                |                |                |                |       |       |                  |                  |                  |                  | بلحه             |                  |         |         |                      |                      |                      |                      |                      |                      |            |            |            |            |  |  |
|      |      |              |              |              |              |              |              |         |         |         |         |            |            |            |            |            |            |      |      |      |      |                                                                     |                                                                     |                                                                     |                                                                     |                                                                     |                                                                     |  |  |                |                |                |                |                |                |       |       |                  |                  |                  |                  |                  |                  |         |         |                      |                      |                      |                      |                      |                      |            |            |            |            |  |  |
|      |      | پادشاهی ادوم | پادشاهی ادوم | پادشاهی ادوم | پادشاهی ادوم | پادشاهی ادوم | پادشاهی ادوم |         |         |         |         |            |            |            |            |            |            |      |      |      |      |                                                                     |                                                                     |                                                                     |                                                                     |                                                                     |                                                                     |  |  |                |                |                |                | زلفه           | زلفه           | زلفه  | زلفه  | زلفه             | زلفه             |                  |                  |                  |                  |         |         |                      |                      |                      |                      |                      |                      |            |            |            |            |  |  |
|      |      |              | پادشاهی ادوم | پادشاهی ادوم | پادشاهی ادوم | پادشاهی ادوم | پادشاهی ادوم |         |         |         |         |            |            |            |            |            |            |      |      |      |      |                                                                     |                                                                     |                                                                     |                                                                     |                                                                     |                                                                     |  |  |                |                |                |                | زلفه           | زلفه           | زلفه  | زلفه  | زلفه             | زلفه             |                  |                  |                  |                  |         |         |                      |                      |                      |                      |                      |                      |            |            |            |            |  |  |
|      |      |              |              |              |              |              |              |         |         |         |         |            |            |            |            |            |            |      |      |      |      |                                                                     |                                                                     |                                                                     |                                                                     | لیه                                                                 |                                                                     |  |  |                |                |                |                |                |                |       |       |                  |                  |                  |                  |                  |                  |         |         |                      |                      |                      |                      |                      |                      |            |            |            |            |  |  |
|      |      |              |              |              |              |              |              |         |         |         |         |            |            |            |            |            |            |      |      |      |      |                                                                     |                                                                     |                                                                     |                                                                     |                                                                     |                                                                     |  |  |                |                |                |                |                |                |       |       |                  |                  |                  |                  |                  |                  |         |         |                      |                      |                      |                      |                      |                      |            |            |            |            |  |  |
|      |      |              |              |              |              |              |              |         |         |         |         |            |            |            |            |            |            |      |      |      |      |                                                                     |                                                                     |                                                                     |                                                                     |                                                                     |                                                                     |  |  |                |                |                |                |                |                |       |       |                  |                  |                  |                  |                  |                  |         |         |                      |                      |                      |                      |                      |                      |            |            |            |            |  |  |
|      |      |              |              |              |              |              |              |         |         |         |         |            |            |            |            |            |            |      |      |      |      | ۱. رئوبن ۲. شمعون ۳. لاوی ۴. یهودا ۹. یساکار ۱۰. زبولون دینه (دختر) | ۱. رئوبن ۲. شمعون ۳. لاوی ۴. یهودا ۹. یساکار ۱۰. زبولون دینه (دختر) | ۱. رئوبن ۲. شمعون ۳. لاوی ۴. یهودا ۹. یساکار ۱۰. زبولون دینه (دختر) | ۱. رئوبن ۲. شمعون ۳. لاوی ۴. یهودا ۹. یساکار ۱۰. زبولون دینه (دختر) | ۱. رئوبن ۲. شمعون ۳. لاوی ۴. یهودا ۹. یساکار ۱۰. زبولون دینه (دختر) | ۱. رئوبن ۲. شمعون ۳. لاوی ۴. یهودا ۹. یساکار ۱۰. زبولون دینه (دختر) |  |  | ۷. جاد ۸. اشیر | ۷. جاد ۸. اشیر | ۷. جاد ۸. اشیر | ۷. جاد ۸. اشیر | ۷. جاد ۸. اشیر | ۷. جاد ۸. اشیر |       |       | ۵. دان ۶. نفتالی | ۵. دان ۶. نفتالی | ۵. دان ۶. نفتالی | ۵. دان ۶. نفتالی | ۵. دان ۶. نفتالی | ۵. دان ۶. نفتالی |         |         | ۱۱. یوسف ۱۲. بنیامین | ۱۱. یوسف ۱۲. بنیامین | ۱۱. یوسف ۱۲. بنیامین | ۱۱. یوسف ۱۲. بنیامین | ۱۱. یوسف ۱۲. بنیامین | ۱۱. یوسف ۱۲. بنیامین |            |            |            |            |  |  |

## یادداشت
1. ↑  منظور عیسی نیست.